# Watergras
Watergras (Catabrosa aquatica) is een overblijvend kruid die behoort tot de grassenfamilie. De soort staat op de Nederlandse Rode lijst van planten als vrij zeldzaam en stabiel of toegenomen. Watergras komt voor in bijna heel Europa, het kustgebied van Noordelijk-Afrika en in Zuidwest- en Midden-Azië. In Nederland komt watergras vooral voor in het westen, de laagveengebieden. Het aantal chromosomen 2n = 20. Watergras drijft vaak in het water, waarbij de bladeren boven het water uitsteken.
De plant wordt 20-70 cm hoog en vormt uitlopers, die in de modder vastzitten of in ondiep water zweven. De blauwgroene, kale stengels zijn vaak iets roodpaars aangelopen en kunnen op de knopen wortels vormen. De 5-30 cm lange en 3-12 mm brede bladeren zijn vrij slap en hebben een stompe top. Het blad is overdwars gekreukeld. Aan beide zijde van de middennerf zit een gootje. Het jonge blad is samengevouwen. De gladde, kale, tot bijna bovenaan gesloten bladschede is gekield en aan de zijden samengedrukt. Het tongetje is 2-5 mm lang en heeft een afgeronde top.
Watergras bloeit van mei tot in september met ijle, veelbloemige, 5-30 cm lange, losse, rechtopgaande pluimvormige bloeiwijzen. De pluim heeft een dikke hoofdas en is tussen de kransen iets buikig. De ruwe, onderste zijtakken staan wijd uit. De meestal tweebloemige aartjes zijn 2,5-4 mm lang. Het 0,5-4 mm lange aartsteeltje is ruw. De kale, gladde, eironde, vliezige, 0,8-1,8 mm lange kelkkafjes zijn niet of onduidelijk generfd en aan de top vaak gekarteld. Ze zijn veel korter dan het aartje. Het bovenste, eennervige, breed eironde, 1,5-2 mm lange, violette kelkkafje is groter dan het onderste. De drienervige, breed eironde, kale en gladde, kroonkafjes zijn 2-3 mm lang. Het bovenste kroonkafje is even lang als het onderste. Het onderste kroonkafje heeft een vliezige top. De meeldraden zijn 0,8 -1,8 mm lang en de helmknoppen ongeveer 1 mm.
De elliptische, 1,8-2,2 mm lange, kale en gladde vrucht is een graanvrucht.
Watergras komt voor in grasland naast toegangsdammen, op vertrapte plekken, akkers, waterkanten, langs veenweidesloten, afgravingen, duinplassen, maar ook in ondiepe, enigszins vervuilde beken en kanaaltjes.

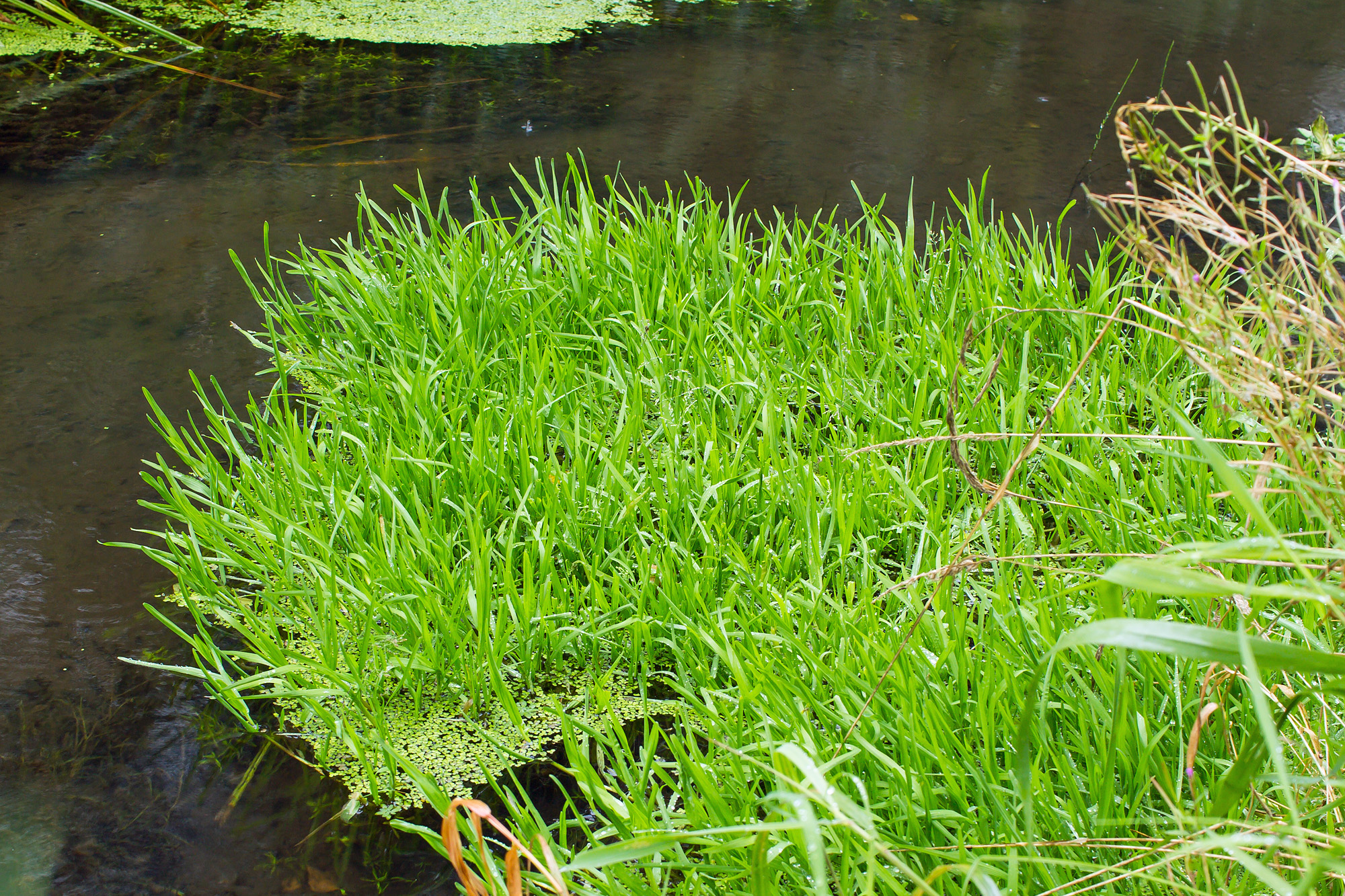
Drijvend watergras
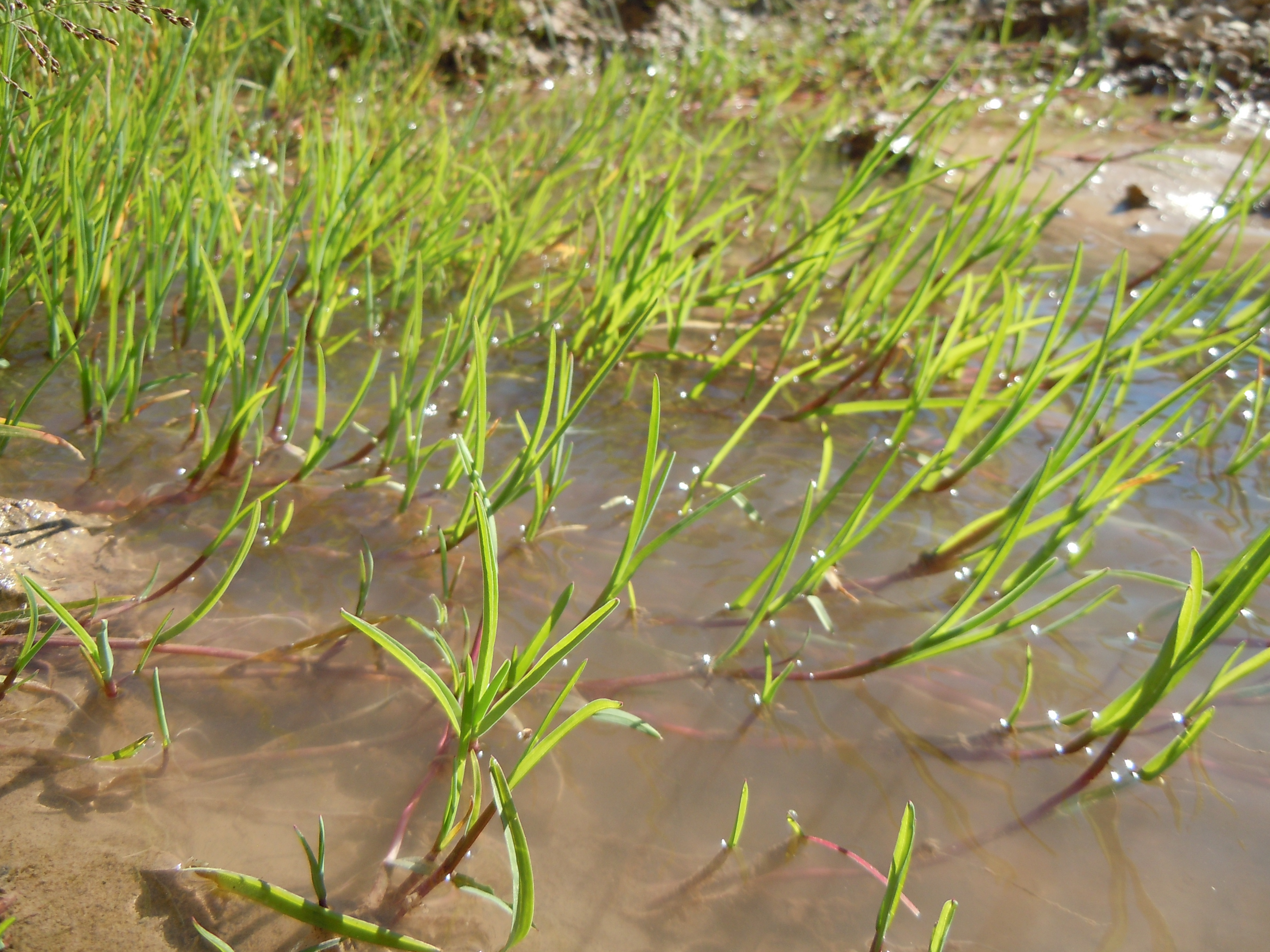
Stengels
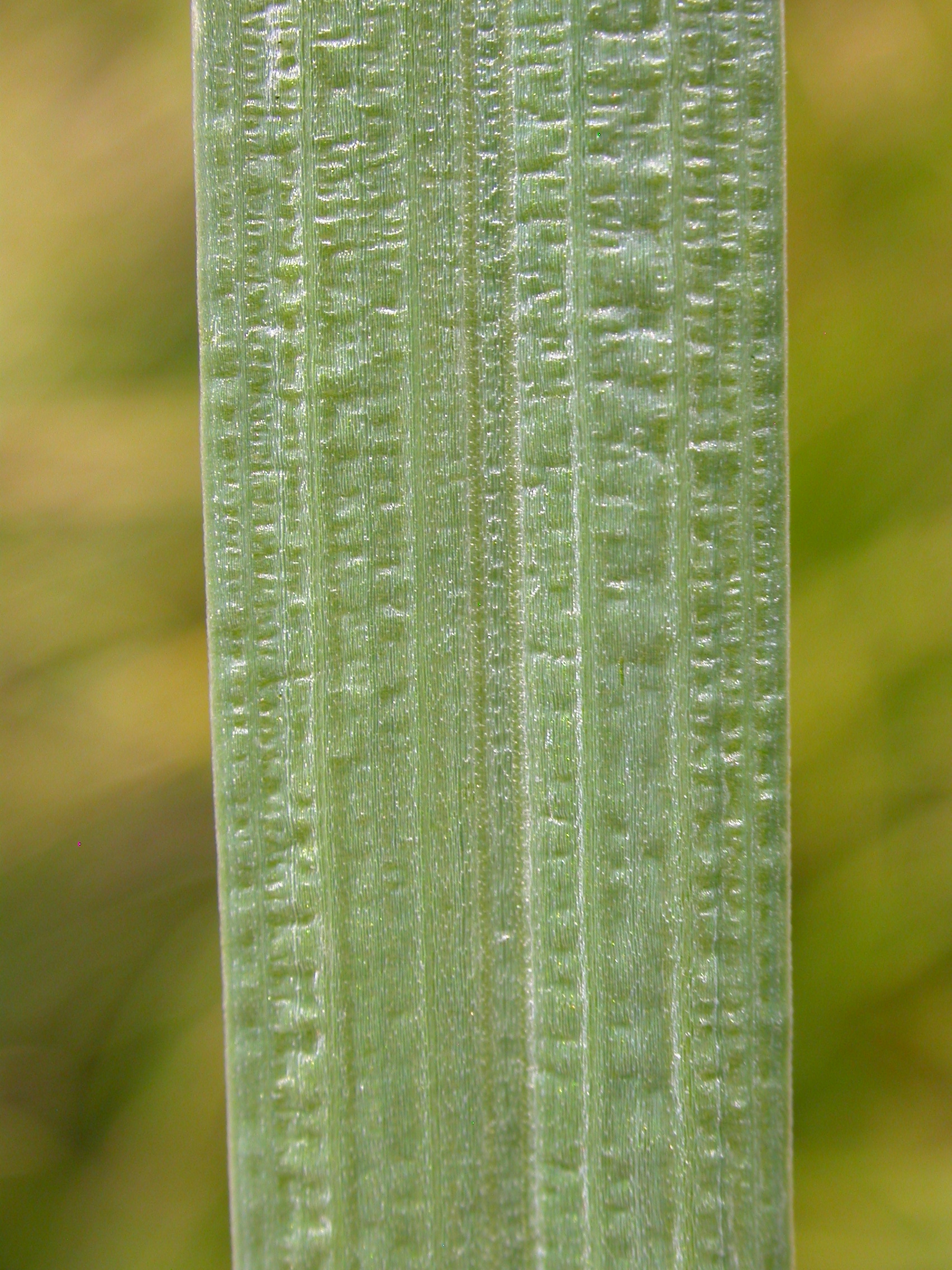
Blad
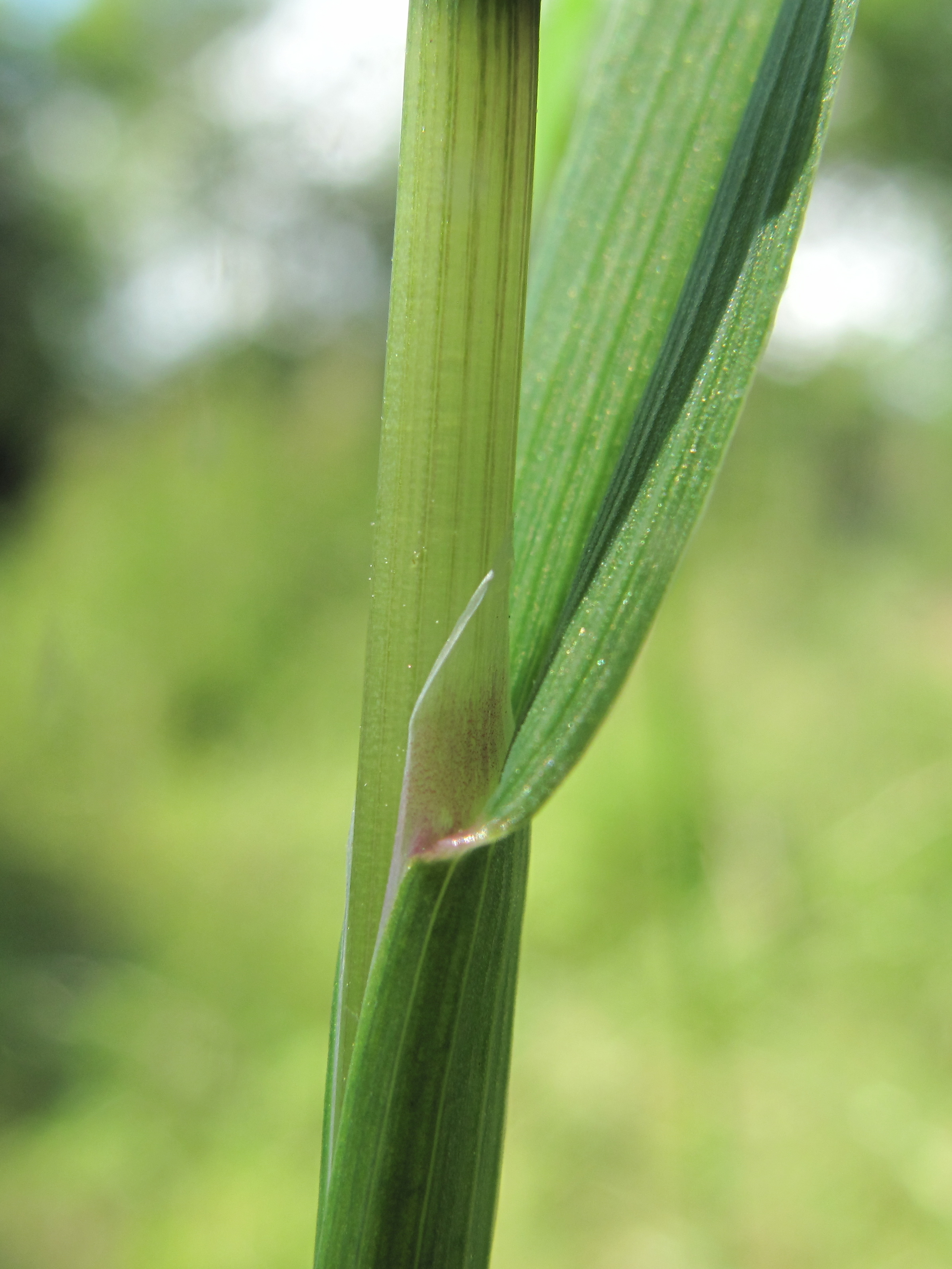
Tongetje
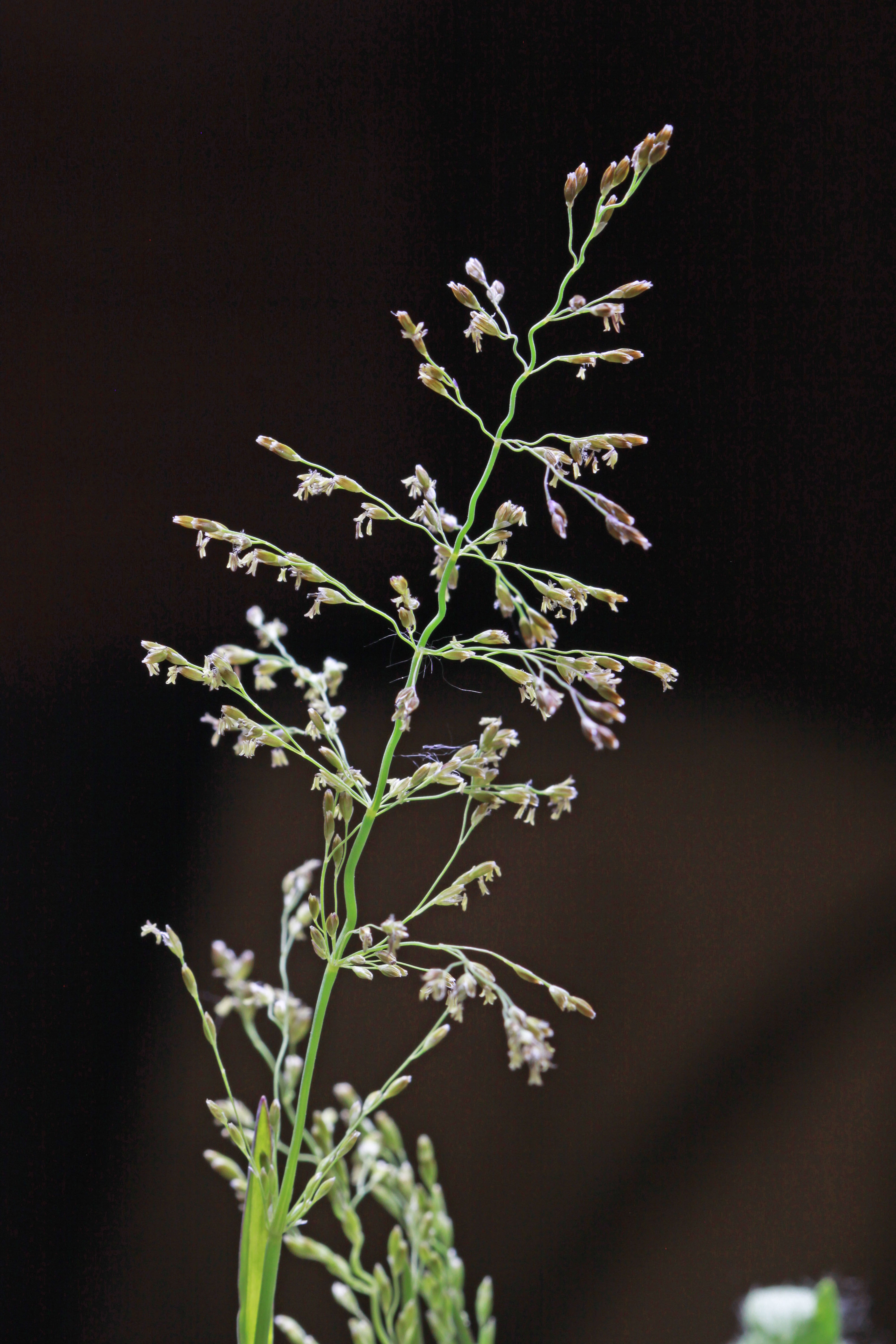
Pluim
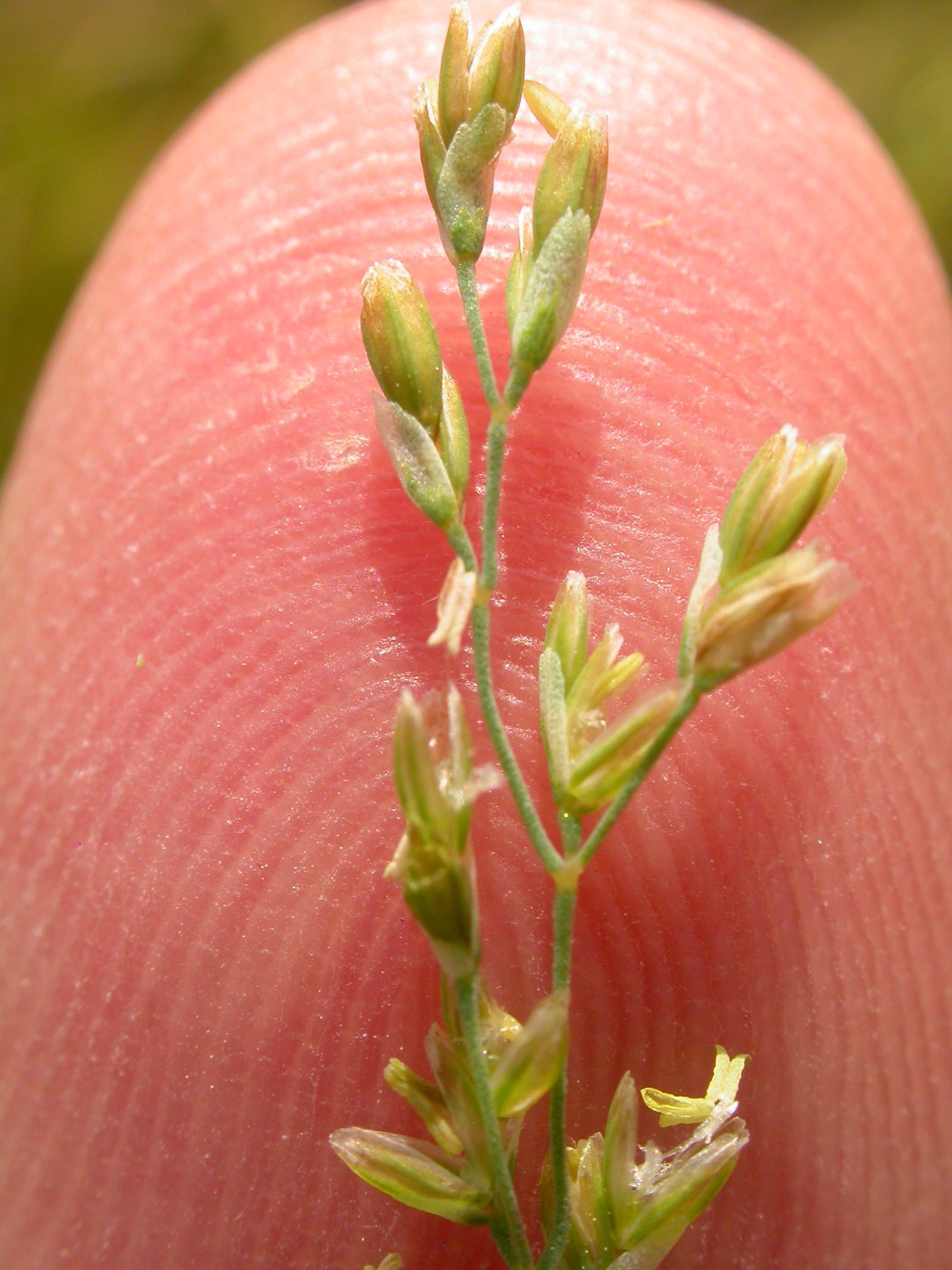
Aartjes
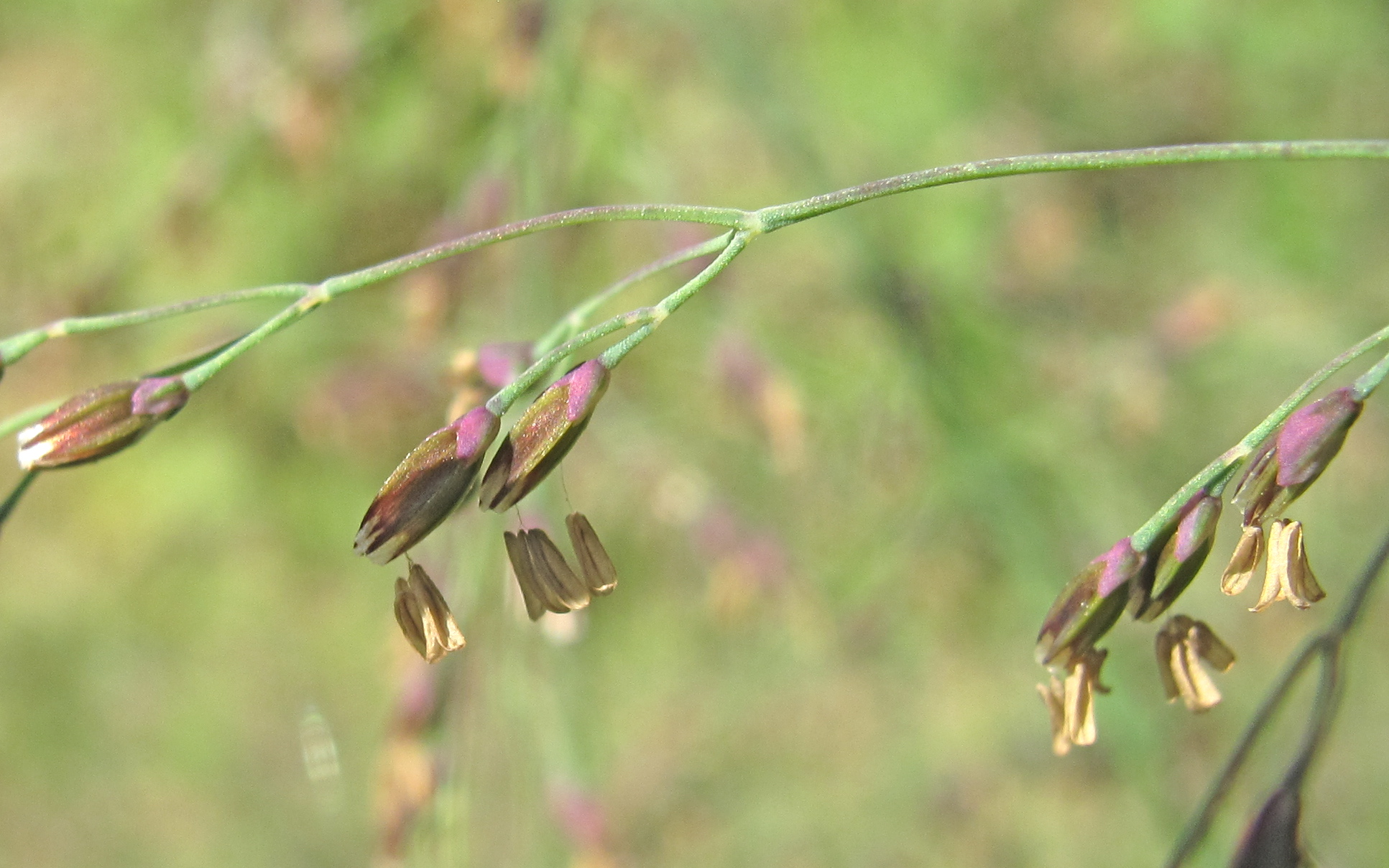
Bloemen met meeldraden
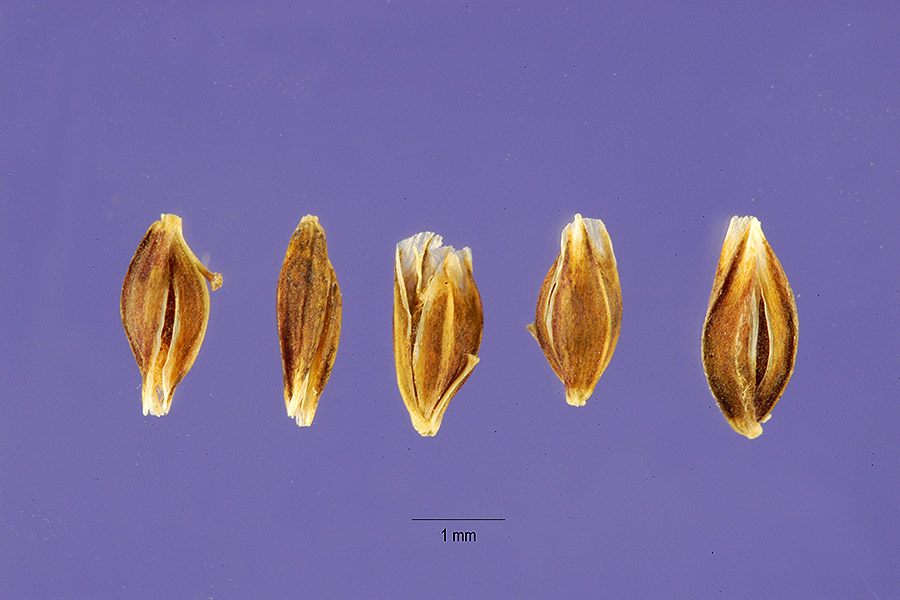
Vruchten